# Obligacja

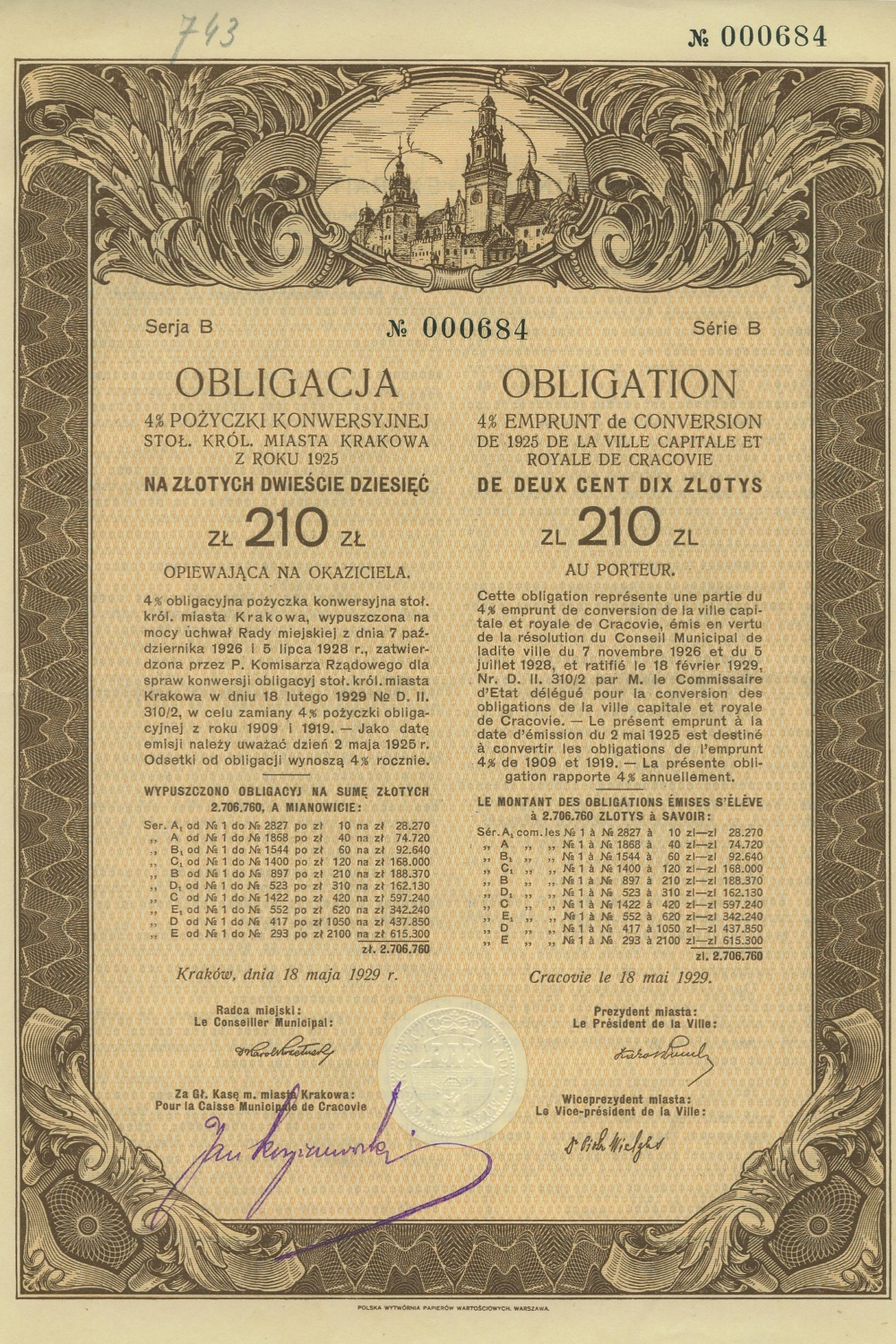
Obligacja municypalna na 210 złotych wyemitowana przez Stołeczne Królewskie Miasto Kraków w 1929

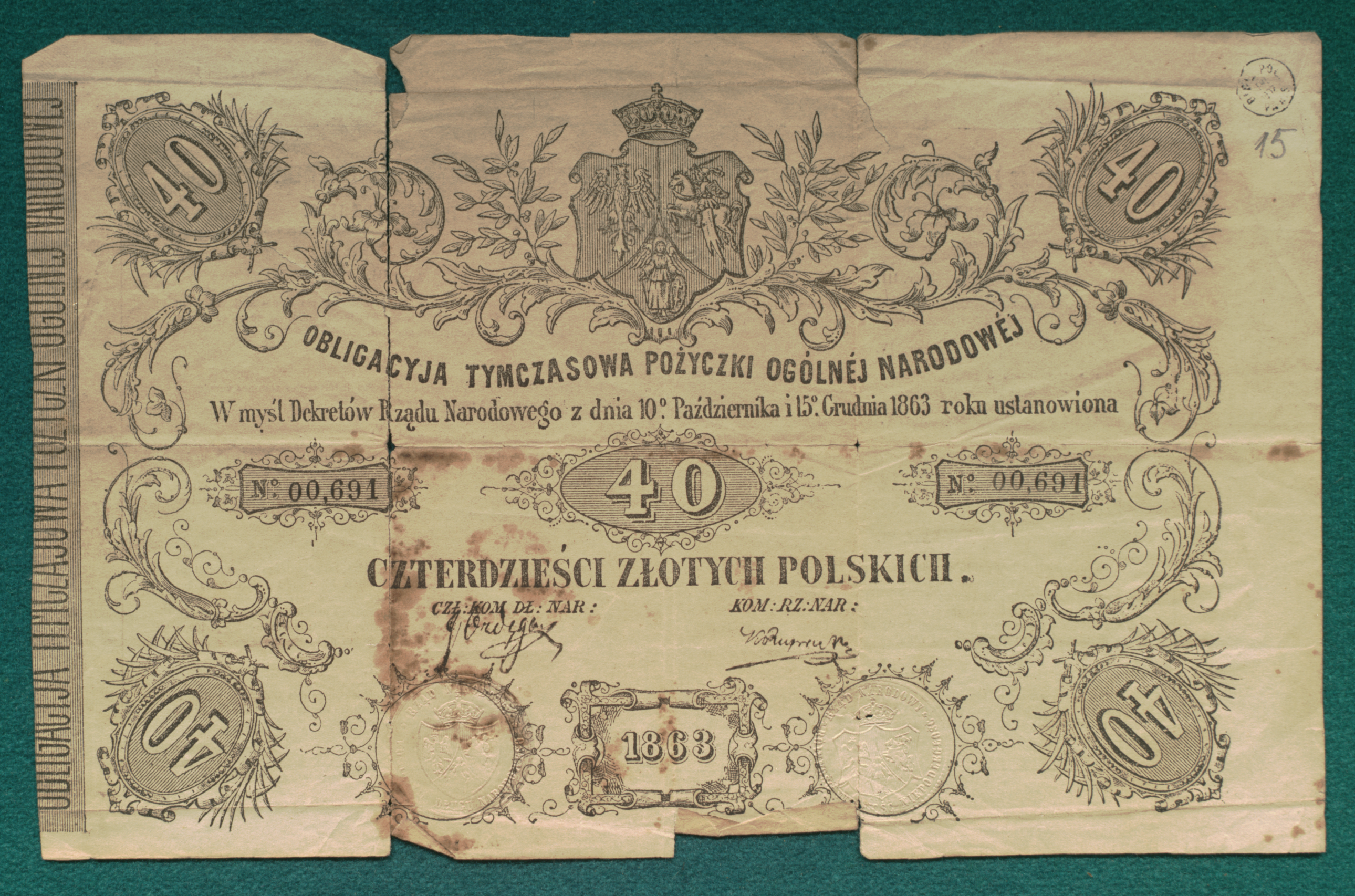
Obligacja tymczasowa na okaziciela o wartości 40 złotych Ogólnej Narodowej Pożyczki Polskiej, wydana w 1863 roku przez Rząd Narodowy.

Obligacja – papier wartościowy emitowany w serii, w którym emitent stwierdza, że jest dłużnikiem obligatariusza i zobowiązuje się wobec niego do spełnienia określonego świadczenia. Obligacja należy do kategorii dłużnych instrumentów finansowych. W przeciwieństwie do akcji, obligacje nie dają posiadaczowi żadnych uprawnień względem emitenta typu współwłasność, dywidenda czy też uczestnictwo w walnych zgromadzeniach. 
Emisja obligacji jest jednym ze sposobów pozyskiwania kapitału przez przedsiębiorstwo. Obligacje reprezentują prawa majątkowe podzielone na określoną liczbę równych jednostek, co oznacza, iż przyznają identyczne uprawnienia danym emisjom lub seriom obligacji.

## Podział ze względu na rodzaj emitenta
Wyróżnia się:
- obligacje skarbowe (rządowe) – emitowane przez Skarb Państwa,
- obligacje komunalne lub inaczej obligacje municypalne – emitowane przez samorządy terytorialne,
- obligacje podmiotów prawnych, np. obligacje przedsiębiorstw.

## Podział ze względu na okres do wykupu
Okres do wykupu to liczba lat, w których emitent zobowiązuje się wywiązywać z obowiązków, jakie nakłada na niego obligacja. Data wykupu oznacza termin, kiedy dług przestanie istnieć, gdyż emitent wykupi obligację.
Obligacje z okresem wykupu:
- do 1 roku – nazywa się obligacjami krótkoterminowymi,
- od 1-5 – nazywa się obligacjami średnioterminowymi,
- powyżej 5 lat – nazywa się obligacjami długoterminowymi,
- obligacje wieczyste to papiery dłużne, w przypadku których występuje wieczysta zapadalność, a przepływy pieniężne są bezterminowe. Obligatariusz posiadający je, otrzymuje z tego tytułu tzw. rentę wieczystą. Dotyczy to przypadków, gdy obligacje nie posiadają terminu zapadalności, lub gdy termin jest bardzo długi - ponad 30 lat[5].

## Podział ze względu na wartość nominalną i oprocentowanie obligacji
Obligacje można dzielić na kuponowe i zerokuponowe. Obligacje zerokuponowe (zero coupon bonds) są zwykle emitowane z dyskontem, a w terminie zapadalności następuje jednorazowa płatność w wysokości ich wartości nominalnej. Obligacje kuponowe (coupon bonds) wiążą się z okresową płatnością kuponu, którego wysokość jest zwykle zależna od ratingu emitenta. Oprocentowanie obligacji może być stałe bądź zmienne. Zwykle wysokość kuponu obligacji o zmiennym oprocentowaniu przedstawiana jest w formie „stopa bazowa + x%”, np. WIBOR + 0,5%. Możliwe jest także oprocentowanie uzależnione od stopy inflacji (takie obligacje emituje polski Skarb Państwa). Innym rodzajem obligacji są obligacje dochodowe, które wypłacają odsetki tylko w przypadku, gdy emitent uzyska zysk (np. z inwestycji, która była finansowana poprzez emisję obligacji).

## Podział ze względu na wartość sprzedaży
Model wyceny obligacji daje 3 możliwości kształtowania się ceny obligacji, przed dniem jej wykupu. Wyróżniamy następujące typy obligacji ze względu na cenę sprzedaży:
- Obligacja sprzedawana po cenie nominalnej – w tym przypadku wartość stopy zwrotu w terminie do wykupu równa jest stopie kuponu.
- Obligacja z dyskontem (lub inaczej dyskontowa) – w tym przypadku wartość stopy zwrotu w terminie do wykupu jest większa niż stopa kuponu. Ponadto obligacje zerokuponowe są obligacjami dyskontowymi.
- Obligacja z premią – w tym przypadku wartość stopy zwrotu w terminie do wykupu jest mniejsza niż stopa kuponu.

## Podział ze względu na opcje dodatkowe
Wiele emisji obligacji zawiera klauzulę, która daje inwestorowi lub emitentowi prawo do podjęcia określonych działań.
Ze względu na sposób wykupu wyróżniamy:
- obligacje o jednym terminie wykupu – nie można ich wykupić przed terminem zapadalności
- obligacje o kilku terminach wykupu (multiple dated bonds) – emitent może wykupić obligacje lub obligatariusz zażądać wykupu tylko w kilku wcześniej ustalonych terminach
- obligacje z opcją wykupu (callable bonds) – emitent ma prawo wykupić obligacje przed terminem zapadalności
- obligacje z opcją sprzedaży (puttable bonds) – obligatariusz ma prawo zażądać wykupu obligacji przed terminem zapadalności
- obligacje z opcją przedłużenia (extendable bonds) – emitent może przedłużyć stosunek obligacyjny ponad termin wymagalności
- obligacje zamienne zwane konwertywami (convertible bond) – emitent, zamiast wykupywać obligacje, może wymienić je na wyemitowane przez siebie akcje
- obligacje wymienne (exchangeable bond) – obligatariusz może wymienić obligacje na inne papiery wartościowe posiadane przez emitenta
- obligacje z warrantem subskrypcyjnym lub prawem pierwszeństwa – posiadacz obligacji ma prawo nabyć akcje nowej emisji przed innymi inwestorami
- obligacje częściowo opłacone (partly paid) – nabycie obligacji odbywa się w ratach. Część zapłaty następuje w chwili otrzymania obligacji, zaś reszta zapłaty w terminie późniejszym. Inwestor może zrezygnować z opłacania pozostałej wartości obligacji, ale traci w ten sposób zaliczkę.
- obligacje przychodowe – obligacje, które wykupywane są z przyszłych przychodów z inwestycji, która została sfinansowana ze środków pochodzących z emisji.

## Podział ze względu na poziom ryzyka inwestycyjnego
Poziom ryzyka inwestycyjnego mierzony jest jakością kredytową (rating):
- sektor instrumentów wolnych od ryzyka
- sektor instrumentów o ocenie ratingowej AAA
- sektor instrumentów o ocenie ratingowej AA
- itd.

Obligacje najbezpieczniejsze, czyli otrzymujące najwyższe ratingi, są emitowane przez organizacje ponadnarodowe i rządy państw. Obligacje posiadające niski rating są określane mianem obligacji śmieciowych (junk bonds). Inwestowanie w nie jest ryzykowne, ale może przynieść ponadprzeciętny zysk. Nabywcy obligacji ponoszą oprócz ryzyka kredytowego, które jest spowodowane możliwością niewypłacenia odsetek lub niewykupienia obligacji, także ryzyko stopy procentowej i związane z płynnością. Zmiany stóp procentowych mogą spowodować spadek wartości obligacji, zaś niska płynność obligacji (np. mało znanych przedsiębiorstw) utrudnia ich sprzedaż.

## Wycena obligacji[7]
Wartość obligacji przedstawia zdyskontowany strumień płatności jakie ona generuje. W ten sposób można zapisać:
{\displaystyle PVB=\sum \limits _{t=1}^{N*m}{\frac {{\frac {i}{m}}*FV}{(1+{\frac {YTM}{m}})^{t}}}+{\frac {FV}{(1+{\frac {YTM}{m}})^{N*m}}}}
Zaś dla obligacji zerokuponowej wzór wygląda następująco:
{\displaystyle PVB={\frac {FV}{(1+YTM)^{N}}}}
gdzie:

PVB – obecna (rozliczeniowa) wartość obligacji (present value of bond)

i – oprocentowanie obligacji w skali roku

FV – wartość nominalna obligacji (face value)

YTM – stopa dochodu w terminie do wykupu (yield to maturity)

N – liczba okresów do wykupu w latach

m – liczba płatności odsetek w ciągu roku